# Trevor Bauer
Trevor Andrew Bauer (ur. 17 stycznia 1991) – amerykański baseballista występujący na pozycji miotacza w Los Angeles Dodgers.

## Przebieg kariery
Bauer studiował na University of California w Los Angeles, gdzie w latach 2009–2011 grał w drużynie uniwersyteckiej UCLA Bruins. W lecie 2009 rozegrał 5 meczów (w trzech jako starting pitcher) w uczelnianej reprezentacji Stanów Zjednoczonych. Rok później wystąpił w College World Series, w których ostatecznie Bruins przegrali w finałach z South Carolina Gamecocks. W 2011 otrzymał nagrodę Golden Spikes Award, został wybrany najlepszym miotaczem w NCAA przez magazyn Baseball America, a także najlepszym miotaczem konferencji Pac-10.
W czerwcu 2011 został wybrany w pierwszej rundzie draftu z numerem trzecim przez Arizona Diamondbacks i początkowo występował w klubach farmerskich tego zespołu, między innymi w Reno Aces, reprezentującym poziom Triple-A. W Major League Baseball zadebiutował 28 czerwca 2012 w meczu przeciwko Atlanta Braves, w którym rozegrał 4 zmiany, zaliczył 3 strikeouty, oddał 5 uderzeń, dwa runy i 3 bazy za darmo. 8 lipca 2012 w spotkaniu z Los Angeles Dodgers zanotował pierwsze zwycięstwo w MLB.
W grudniu 2012 w ramach wymiany zawodników, w której udział wzięły trzy zespoły, przeszedł do Cleveland Indians. 16 czerwca 2015 w meczu międzyligowym z Chicago Cubs na Wrigley Field zaliczył pierwsze odbicie w MLB. W lipcu 2018 po raz pierwszy w karierze otrzymał powołanie na Mecz Gwiazd MLB. 
31 lipca 2019 w ramach wymiany przeszedł do Cincinnati Reds. W skróconym z powodu pandemii COVID-19 sezonie 2020, w którym każdy zespół miał do rozegrania 60 meczów, zaliczył 11 startów w 11 spotkaniach, uzyskując bilans W-L 5-4 przy wskaźniku ERA 1,73 (najlepszym w National League) i został pierwszym w historii Cincinnati Reds miotaczem, który otrzymał nagrodę Cy Young Award.
11 lutego 2021 podpisał trzyletni kontrakt z Los Angeles Dodgers.

## Nagrody i wyróżnienia
| Nagroda/wyróżnienie | Lata | Źródło |
| All-Star            | 2018 | [ 7 ]  |
| NL Cy Young Award   | 2020 | [ 8 ]  |